# Distrito de Soreng
Soreng es un distrito del estado indio de Sikkim, administrado desde la ciudad de Soreng. El distrito de Soreng se creó oficialmente a partir del distrito de Gyalshing (entonces Sikkim Occidental) en diciembre de 2021 mediante el Acta de Sikkim (reorganización del distrito) de 2021, convirtiéndose así en el sexto distrito del estado. Limita con Nepal al oeste, el distrito de Gyalshing al norte, el distrito de Namchi al este y el distrito de Darjeeling de Bengala Occidental al sur.

## Demografía
En el momento del censo de 2011, lo que ahora es el distrito de Soreng tenía una población de 64 760 habitantes. El distrito de Soreng tenía una proporción de sexos de 959 mujeres por cada 1000 hombres y una tasa de alfabetización del 77,68%. El 1,91% de la población vivía en zonas urbanas. Las castas y tribus reconocidas constituían 2 544 habitantes (3,93%) y 25 970 habitantes (40,10%) respectivamente.
En el momento del censo de la India de 2011, el 65,11% de la población del distrito hablaba nepalí, el 14,13% limbu, el 5,05% lepcha, el 3,47% sherpa, el 3,39% tamang, el 2,62% bhutia, el 1,97% rai y el 1,45% hindi como primer idioma.